# 特罗法

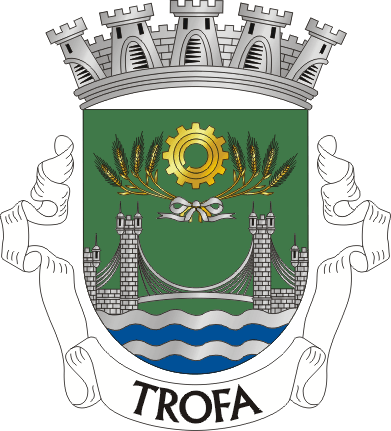
市徽

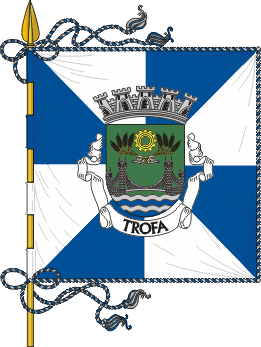
市旗

所在位置

特罗法（葡萄牙语：Trofa），是葡萄牙波尔图区的一个城市。 特罗法市总面积71,88 km² ，总人口38 999（2011年），人口密度542.56 人/km²。特罗法市共有5个堂区。